# مسجد بينات بيبي
مسجد بينات بيبي هو أقدم مسجد بني ومايزال قيد الحياة في دكا، بني المسجد في عام 1454 من قبل بخت بينات ابنة مرحمات، وكان ذلك إبان حكم سلطان البنغال ناصر الدين محمود شاه (حكم في 1435 - 1459)، يقع المسجد بجانب جسر الحياة بيباري في منطقة ناريندا.

## البناء
المسجد مربع الشكل، وله قبة واحد فقط قياسها 12 قدما (3.7 متر مرابع)، القبة نصف كروية تقع فوق غرفة مربعة الشكل، مداخل المسجد هي المدخل الشرقي والمدخل الشمالي والمدخل الجنوبي، وتشمل سمات البناء ما قبل مغول الهند الأفاريز المنحنية والأسوار والأركان الأبراج المثمنة والأقواس على الجهات الجنوبية والشمالية والشرقية، اما الزخارف فتعتبر زخرفة متواضعة.

## الوضع الحالي
يجري هدم جزء من المسجد كجزء من خطة التجديد التي تشمل بناء مئذنة عالية تبلغ ارتفاعها 70 قدم (21 متر)، بالإضافة لتوسيع المبنى الحالي من ثلاث إلى سبع قصص.

## وصلات خارجية
- عن المسجد
- البوم صور المسجد